# (23570) 1995 AA
1995 أي أي (ويعرف أيضًا باسم (23570) 1995 أي أي وفق تسمية الكوكب الصغير) (بالإنجليزية: 1995 AA)‏ هو كويكب ضمن حزام الكويكبات؛ وترتيبه 23570 من حيث الاكتشاف.
اكتُشف هذا الجُرم الفلكي بواسطة Takuo Kojima ‏ في 1995.

## وصلات خارجية
- (23570) 1995 AA في قاعدة بيانات مختبر الدفع النفاث لأجرام النظام الشمسي الصغيرة

- الاكتشاف · مخطط المدار ·  العناصر المدارية · المعلمات المادية

- (23570) 1995 AA على موقع ويكي سكاي: DSS2, SDSS, GALEX, IRAS, Hydrogen α, X-Ray, Astrophoto, Sky Map, Articles and images